# Jubilate-Chor (Wetzlar)
Der Jubilate-Chor ist ein seit mehreren Jahrzehnten in der evangelikalen Musikszene aktiver gemischter Chor initial in Wetzlar gegründet. Sein Repertoire erstreckt sich vom klassischen Kirchenliedgut über das Erweckungslied der Erweckungsbewegung bis hin zu moderner christlicher Musik.

## Geschichte
Initial Ende der 1970er Jahre durch Zusammenlegen des Wetzlarer Evangeliumschors und des ersten ERF Studiochors von Wilfried Mann gegründet, wurde der Jubilate-Chor 1989 als überregionale projektmäßig zusammengestellte Formation neu ins Leben gerufen. Wilfried Mann leitete den Chor weiterhin bis zu seinem Tod im Jahr 2001. Heute liegt die Leitung bei Kantor Gilbrecht Schäl, langjähriger Pianist und Organist beim Chor.
Mit seinen Konzerten und Aufnahmen bedient sich der Chor eines breiten Spektrum aller kirchenmusikalischen Stilrichtungen vom Choral bis hin Neuen Geistlichen Lied. Seine Zusammensetzung besteht heute noch unter anderem aus langjährigen Mitgliedern von ehemals wichtigen christlichen Chören wie den Wetzlarer Chören von Margret Birkenfeld, dem Jugend-für-Christus-Chor von Johannes Haas und Klaus Heizmann oder auch dem Schulte-&-Gerth-Studiochor von Jochen Rieger.

## Diskografie

### Alben
| Jahr | Titel                                                                             | Mitwirkende                                                                           | Label        |
| ---- | --------------------------------------------------------------------------------- | ------------------------------------------------------------------------------------- | ------------ |
| 1989 | Ich will dich lieben, meine Stärke Gebetslieder                                   | Hisae Kambara, Ulrich Brück, Wilfried Mann                                            | Gerth Medien |
| 1990 | Ich steh in meines Herren Hand Geistliche Lieder und Choräle von Philipp Spitta   | Doris Loh, Ulrich Brück, Wilfried Mann                                                | Gerth Medien |
| 1991 | Mein Gott, ich will dich loben Lieder und Motetten des Evangelischen Sängerbundes | Hannelore Finkbeiner, Ulrich Brück, Wilfried Mann                                     | Gerth Medien |
| 1992 | Gott ist für mich Beliebte Lieder aus Kommt, singt und preist den Herrn, Band 2   | Hannelore Finkbeiner                                                                  | Gerth Medien |
| 1993 | Jesu, meine Freude Motetten und Choräle                                           |                                                                                       | Gerth Medien |
| 1995 | Jesus, du Licht dieser Welt                                                       | Hannelore Finkbeiner, Michael Knöppel                                                 | Gerth Medien |
| 1996 | Ich will den Namen Gottes loben Motetten und Choräle                              | Hannelore Finkbeiner                                                                  | Gerth Medien |
| 1996 | Befiehl du deine Wege Die schönsten Choräle                                       |                                                                                       | Gerth Medien |
| 1996 | Meine Seele ist fröhlich Lieder aus dem Evangelischen Sängerbund                  | Hannelore Finkbeiner, Reinhard Hans                                                   | Gerth Medien |
| 1998 | Ich freue mich im Herrn Beliebte Motetten und Choräle                             | Jürgen Groth                                                                          | Gerth Medien |
| 2000 | Jauchzet, ihr Himmel Motetten und Choräle                                         | Hannelore Finkbeiner, Wilfried Mann                                                   | Gerth Medien |
| 2003 | Herrlich ist dein Name Festliche Chormusik                                        | Hannelore Finkbeiner, Helga Becker, Gisbert Runkel                                    | Gerth Medien |
| 2004 | Fröhlich soll mein Herze springen Festliche Chormusik zu Advent und Weihnachten   | Hannelore Finkbeiner, Helga Becker, Gisbert Runkel                                    | Gerth Medien |
| 2006 | Gott wird dich tragen Trost- und Glaubenslieder                                   | Hannelore Finkbeiner, Helga Becker, Gisbert Runkel                                    | Gerth Medien |
| 2009 | Herr, wir bitten, komm und segne uns Segenslieder                                 | Hannelore Finkbeiner, Helga Becker, Gisbert Runkel                                    | Gerth Medien |
| 2012 | Von Gott geliebt Lieder aus Glauben und hoffen                                    | Hannelore Finkbeiner, Helga Becker, Gisbert Runkel, Auswahlchor aus dem Jubilate-Chor | Gerth Medien |
| 2014 | Zeit ist Gnade                                                                    | Hannelore Finkbeiner, Helga Becker, Gisbert Runkel                                    | Gerth Medien |

### Kollaborationen
| Jahr | Titel                              | Kollaboration                                              | Verlag       |
| ---- | ---------------------------------- | ---------------------------------------------------------- | ------------ |
| 1978 | Sieh, dein König kommt zu dir      | Konzeptalbum in Kollaboration mit dem Wetzlarer Jugendchor | Gerth Medien |
| 1980 | Jauchzt, alle Lande, Gott zu Ehren | Konzeptalbum in Kollaboration mit dem Wetzlarer Jugendchor | Gerth Medien |

### Mitwirkung bei Konzepten sowie Solokünstlern
| Jahr | Titel                           | Künstler bzw. repräsentativer Produzent | Verlag       |
| ---- | ------------------------------- | --------------------------------------- | ------------ |
| 1979 | Ich weiß, wo ich stehe          | Wilfried Mann                           | Gerth Medien |
| 2003 | Das Vaterunser in zwölf Liedern | Jochen Rieger                           | Gerth Medien |

### Kompilationen
| Jahr | Titel                                  | Untertitel                        | Verlag       | Anmerkungen                              |
| ---- | -------------------------------------- | --------------------------------- | ------------ | ---------------------------------------- |
| 1999 | Die schönsten Lieder vom Jubilate-Chor |                                   | Gerth Medien | Zum 50. Verlagsjubiläum von Gerth Medien |
| 2006 | Gelobet sei der Herr täglich           | Die schönsten Lob- und Danklieder | Gerth Medien |                                          |
| 2007 | Der Herr ist König                     | Die schönsten Choräle             | Gerth Medien |                                          |
| 2008 | Singet dem Herrn ein neues Lied        | Die schönsten Motetten            | Gerth Medien |                                          |
| 2009 | Das Beste vom Jubilate-Chor            |                                   | Gerth Medien | Sammelalbum der Kompilationen 2007–2009  |